# Torrée
Une torrée (du latin torrere, « rôtir »), parfois appelée « feux de berger », est une tradition culinaire de l'Arc jurassien, bien que cette pratique soit originaire du canton de Neuchâtel. Elle consiste à préparer un grand feu dans un pâturage, où l'on fait cuire sous la cendre des saucissons, généralement enveloppés dans des feuilles de chou ou entourés de papier journal, de papier de boucherie, voire d'aluminium, ainsi que des pommes de terre. Traditionnellement, cette coutume se pratique en automne, après le retrait des troupeaux.

## Histoire
Bien que l'origine exacte de la tradition de la torrée soit inconnue, certaines hypothèses suggèrent qu'elle se serait développée dans le cadre des pratiques agricoles et forestières, notamment lors des opérations de défrichage. À cette époque, les paysans devaient préserver les pâturages de l'avancée de la forêt. Chaque année, à l'automne, ils effectuaient une coupe de bois pour entretenir et nettoyer leurs terres, emportant avec eux leurs saucissons, qui étaient alors cuits dans un grand feu alimenté par les déchets de la coupe.
La torrée ne deviendra un loisir qu'après la Première Guerre mondiale, lorsqu'elle s'affranchit progressivement de son contexte strictement utilitaire pour devenir une pratique conviviale et festive.

## Localisation
La torrée est originaire du « haut » du canton de Neuchâtel, notamment des villes de Le Locle, La Chaux-de-Fonds et des villages voisins. Cependant, cette tradition culinaire s'est également étendue au canton du Jura et à la région du Jura bernois,.
La torrée se déroule généralement dans un pâturage situé en bordure de forêt, dans les montagnes neuchâteloises, les Franches Montagnes jurassienne, ainsi que les montagnes jurasso-bernoises.

## Préparation
Le saucisson est traditionnellement enveloppé dans des feuilles de chou et/ou du papier journal, puis placé sous la cendre pour cuire. Le temps de cuisson du saucisson demeure un sujet de débat parmi les Neuchâtelois, oscillant entre 35 et 40 minutes, tout comme la quantité de papier journal à utiliser (généralement 3 à 4 feuilles selon L'Impartial de l'époque). L’essentiel est de bien mouiller le papier journal et de s'assurer qu'il y ait suffisamment de cendres pour recouvrir complètement le saucisson, afin d’éviter qu’il ne brûle.
De nos jours, la torrée est souvent l'occasion d'une réunion festive entre amis ou en famille. Elle peut être comparée à un pique-nique, car, bien que la saucisse jurassienne soit de mise, elle est fréquemment accompagnée d’autres mets culinaires, tels que des cervelas, des salades variées et divers desserts.